# Ciladopa
Ciladopa (AY-27,110) je dopaminski agonist sa sličnom hemijskom strukturom sa dopaminom. On je bio ispitivan kao mogući antiparkinsonski agens, ali su dalja ispitivanja prekinuta zbog moguće tumorogeneze.